# На лінії життя
На лінії життя (рос. На линии жизни, робоча назва — Військовий шпиталь; рос. Военный госпиталь) — російськомовний медичний драматичний телесеріал, створений в Україні у 2016 році режисером Антоном Гойдою. Прем'єра відбулася 3 жовтня 2016 року на каналі «Україна».

## Синопсис
Військовий хірург Сергій Задорожний (Ахтем Сеітаблаєв) щодня стикається з тими, хто побував «там» і кому пощастило вижити, пройшовши через ці страшні жорна. Він і раніше бачив чимало кривавих ран, залишених безжальними снарядами сучасних знарядь, оскільки в складі місії ООН виявлявся в різних гарячих точках Землі, але вперше має справу зі своїми співгромадянами, скаліченими війною…

## У ролях
Головні
- Ахтем Сеітаблаєв — Сергій Задорожний
- Вікторія Литвиненко — Ольга Величко
- Ольга Олексій — Настя Семашко
- В'ячеслав Довженко — Стас Величко
- Лесь Задніпровський — Тарас Онищенко

Другорядні
- Лариса Руснак — Віра Захарівна
- Сергій Дерев'янко — Ігор Матвєєв
- Сергій Детюк — Дорошин
- Яна Соболевська — Марина Тищенко
- Тетяна Казанцева — Олена Кожухова
- Костянтин Войтенко — Вадим Кулічкін
- Денис Гранчак — Олексій Шишкін
- Ганна Саліванчук — Алла
- Дарія Єгоркіна — Оксана Грицько
- Ганна Васильєва — Світлана Баннікова
- Валентина Войтенко — Валя Корнійчук
- Любов Тимошевська — Ніна Іванівна
- Віталіна Біблів — Яна
- Сергій Сипливий — Альберт Козакевич
- Станіслава Красовська — Тамара Глушко
- Юрій Гребельник — Євген Мартинюк
- Клавдія Дрозд — Ксенія Портнова, дівчина Євгена
- Дмитро Усов — Федя
- Анастасія Євтушенко — Варвара, колишня дружина Ярослава

Епізодичні
- Олександр Спірін — Богдан Степанович
- Олександр Суворов — Олег Лаюк
- Геннадій Попенко — Микола Борсуков
- Василь Баша — Костянтин Андрєєв
- Олексій Березня́ — Дімас
- Христина Микитин — Марічка, наречена Ярослава
- Андрій Мостренко
- Олег Іваниця
- Світлана Зельбет
- Інна Мірошниченко
- Ольга Гришина
- Дмитро Гаврилов
- Денис Толяренко
- Ганна Абраменок
- Ксенія Мішина
- Петро Крилов
- Віктор Жданов
- Артемій Єгоров
- Андрій Мордовець
- Єлизавета Зайцева
- Марина Д'яконенко
- Сергій Калантай
- Юрій Висоцький
- Щербина Олег
- Дарія Плахтій — Руслана Скалозуб
- Микола Ластівка
- Данило Мірешкін
- Наталія Денисенко
- Дмитро Гарбуз
- Єгор Пчолкін
- Сергій Дзялик
- Дмитро Грицай
- Тетяна Викулова
- Юрій Солонинко
- Юлія Гершаник
- Артем Мяус
- Дмитро Базай
- Леся Самаєва
- Соломія Гега
- Фелікс Аброскін
- В'ячеслав Соломка
- Олексій Березня
- Олександр Комендантов
- Олександр Рудько
- Людмила Ардельян
- Катерина Тишкевич
- Юрій Яковлев-Суханов
- Ксенія Миколаєва
- Андрій Фединчик
- Михайло Жонін
- Олександр Соколов
- Владислав Никитюк
- Владлена Дедкова
- Альберт Малик
- Ганна Кошмал Пацієнтка Іра (29 і 30 серія)